# 오와리세토역
오와리세토역(일본어: 尾張瀬戸駅)은 일본 아이치현 세토시에 소재하는 나고야 철도 세토선의 역이다. 역 번호는 ST20이다. 세토 선 세토 측의 터미널 역이다. 환경 모델 역으로서 전력에는 태양광 패널 발전도 수세식 변소로는 빗물이 사용되고 있다. 현지 시민들은 오와리로 불리지 못하고 단순히 세토역으로 부르고 있다.

## 역사
- 1905년 4월 2일: 세토역으로 영업 개시.
- 1921년 2월 19일: 현 역명으로 변경됨.
- 1978년 2월 15일: 화물 취급 폐지 및 옛 화물 측선을 전기도선으로서 정비.
- 2001년 4월 14일: 역사 이전, 신역사 공용 개시.
- 2002년 3월: 종합 개선 사업에 따라 전류선 배선 변경과 플랫폼 연장 등이 완료.
- 2011년 2월 11일: IC카드 승차권 manaca 도입.
- 2012년 2월 29일: 트랜 패스 공용 종료.

## 역 구조
섬식 승강장 1면 2선의 지상역으로 두단식 구조로 되어 있다. 승강장 유효 길이는 6량 상당 부분이다. 플랫폼 추락 방지책, LED표시의 발차 안내 등이 설치되어 있다.

### 승강장
| 번호 | 노선      | 행선                    |
| ---- | --------- | ----------------------- |
| 1・2 | ■ 세토 선 | 오조네・사카에마치 방면 |

## 역 주변
- 세토 강
- 리모주 광장
- 펄 시티 세토(음식점이나 세토 시 공공 시설 등의 복합 시설)
- 가마가미 신사
- 가마가미 그라운드
- 아이치 현 도자기 공업 협동 조합
- 산업 지원센터 세토
- 세토 시 순국 위령탑
- 세토 시 문화 센터
- 세토 시 미술관
- 후카가와 신사
- 도조 신사
- 세토 기념 다리
- 세토조
- 노벨티・어린이 창조관
- 멀티 미디어 전승 공예관
- 독립행정법인 산업 기술 종합 연구소 중부 센터
- 마네키네코 뮤지엄
- 세토 아동 패밀리 교류관
- 세토 공원
- 미야마에 지하상가
- 스에히로 상점가
- 긴자도리 상점가
- 아이치 현 도자기 공업 조합 회관
- 세토 시 신세기 공예관
- 세토 경찰서 기넨바시 파출소
- 세토 모토마치 우체국
- 미쓰비시도쿄UFJ은행 세토 지점
- 나고야 은행 세토 지점
- 아피타 세토점
- 세토 파크 호텔
- 아이치 현립 세토 도자기 산업 고등학교
- 세토 시립 모토야마 중학교
- 세토 시립 후카가와 초등학교
- 세토 시립 미나미 보육원
- 세토 시립 노조미 학원
- 아이치 조선 제7초급학교
- 세토 조선 회관
- 에코 플라자 세토
- NHK 오와리세토 텔레비전 중계국
- 세토 가도(아이치 현도 61호 나고야세토 선・국도 제363호선)
- 국도 제155호선
- 아이치 현도 207호 조코지야마와키 선

## 사진

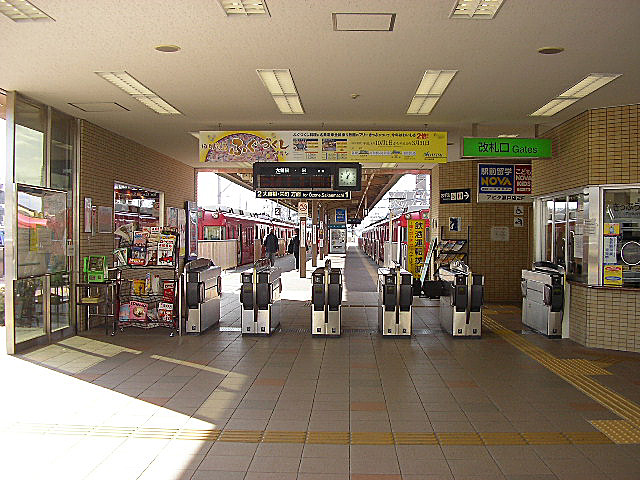
개찰구
역 배선도

## 인접역
| 나고야 철도 ■ 세토선                  | 나고야 철도 ■ 세토선 | 나고야 철도 ■ 세토선 |
| ------------------------------------- | -------------------- | -------------------- |
| ST19 세토시야쿠쇼마에 사카에마치 방면 | ■ 급행 ■ 준급 ■ 보통 | 시·종착역            |